# 鹿城镇 (阜南县)
鹿城镇，是中华人民共和国安徽省阜阳市阜南县下辖的一个乡镇级行政单位。

## 行政区划
鹿城镇下辖以下地区：
红旗社区、解放社区、和平社区、前进社区、淮河社区、胜利社区、薛集社区、南关社区、城北社区、冷寨社区、城西社区、曾老庄社区、城南社区、骆寨社区、骆庄社区、双碑社区、民安社区、冷庙村、张堂村、王庄村、赵庄村、项集村、三强村、刘楼村、阜西村、苗寺村、顺河村、腰庄村和姬庄村。